# Дог
Догът е древна порода кучета, водеща началото си от гръцките бойни кучета, докарани от Азия (Асирия и Тибет). Самата порода е обединена под името молоси (тип мастиф) като названието произлиза от древния народ на молосите, обитавали територии в днешна Гърция. Името дог, което е по-популярно, идва от латинските езици, в които породата е позната като dogue или dogo. Породата включва голям брой разновидности – от по-едрите планински каквито са тибетският дог, санбернарът и др., така и по-дребни видове като френския булдог.
Вече съвременната разновидност на дога първоначално е селекционирана в Дания (дълго време наричан датски дог), откъдето се е разпространила в Англия (английски дог), Германия и по-конкретно в град Улм (немски дог или улмски дог) и пр.

## Произход
За пръв път се споменава за тази порода кучета през 1121 г. пр.н.е., когато подобен тибетски мастиф, обучен за лов, е подарен на китайски император. Впоследствие тези кучета започват да се развъждат в Китай, а по-късно са пренесени в Монголия, Месопотамия, Древна Асирия, Египет, Персия. Персийският цар Ксеркс I ги включва като бойни кучета във войските си. При нашествието му в Гърция, негови кучета са били взимани като бойни трофеи от древните гърци и по този начин започват да се развъждат и в Гърция. Известно е, че тези кучета са били използвани и в Рим като са били пускани на римските арени в боеве срещу лъвове.

## Характеристики
Догът е едро, силно и красиво куче с правилно сечение на отделните части на тялото. Мъжките достигат над 80 см височина, а женските – над 70 см, а теглото им около 70 кг. Имат силна масивна глава с правоъгълна форма. Козината им е късокосместа с различно оцветяване – златисточервеникави с напречни черни ивици (тигров дог), наситен черен цвят (черен дог), светлосиньостоманен (светлосин дог), червеникаворъждив цвят с характерна черна маска отпред на муцуната (червеникав дог), бяло оцветяване с неравномерно пръснати петна (флекдог, арлекин, петнист или мраморен дог) и пр. Догът е една от най-едрите, красиви и елегантни породи, с право наречен „Аполон сред кучетата“. За по-голяма естетичност известна част от ушите в млада възраст се изрязва, за да не клепват надолу.
Договете са прочути пазачи и лесно се поддават на дресировка.

## Галерия
- Тибетски дог
- Английски дог
- Боксер
- Ротвайлер
- Санбернар